# 圖比耶爾高原

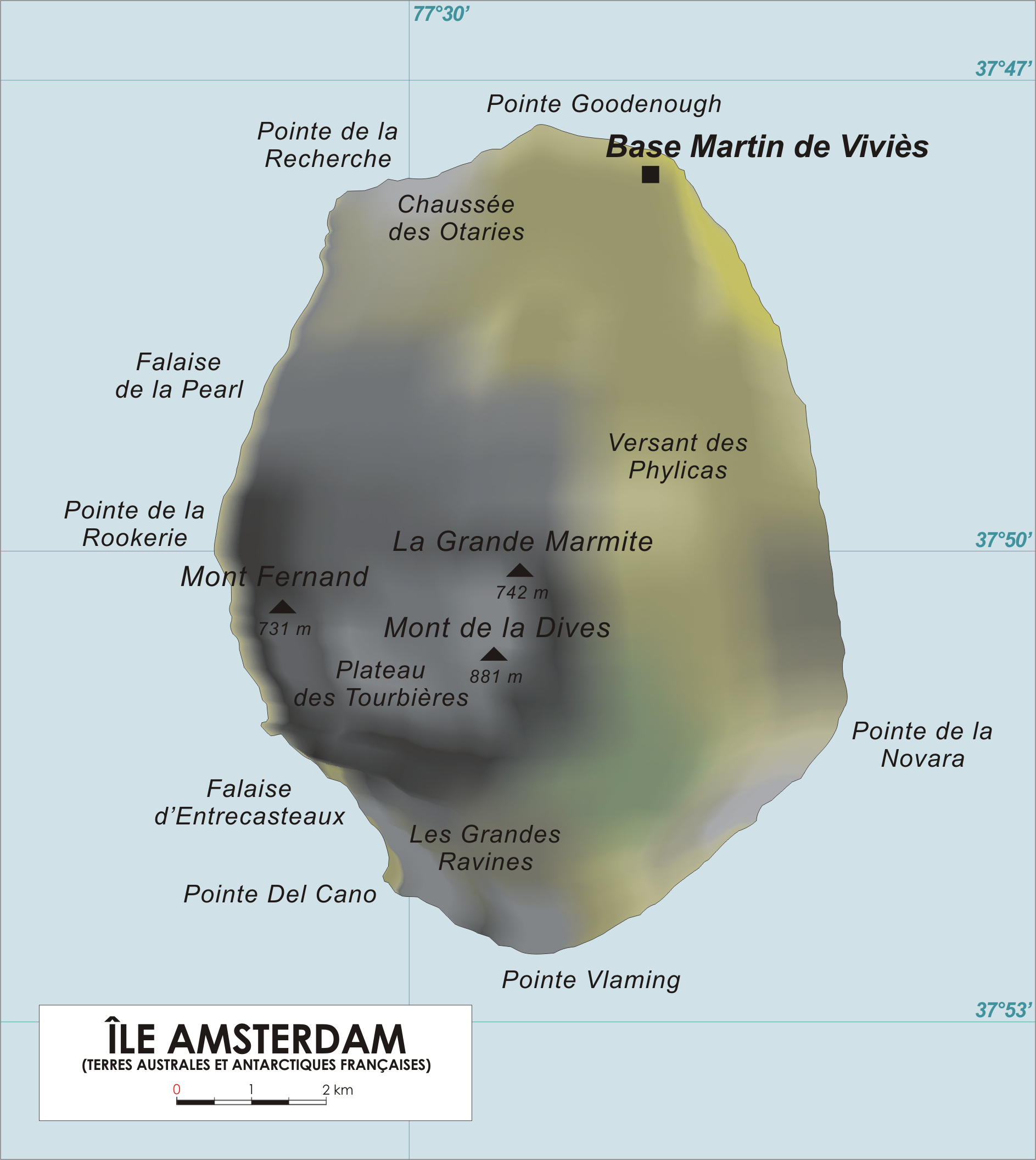

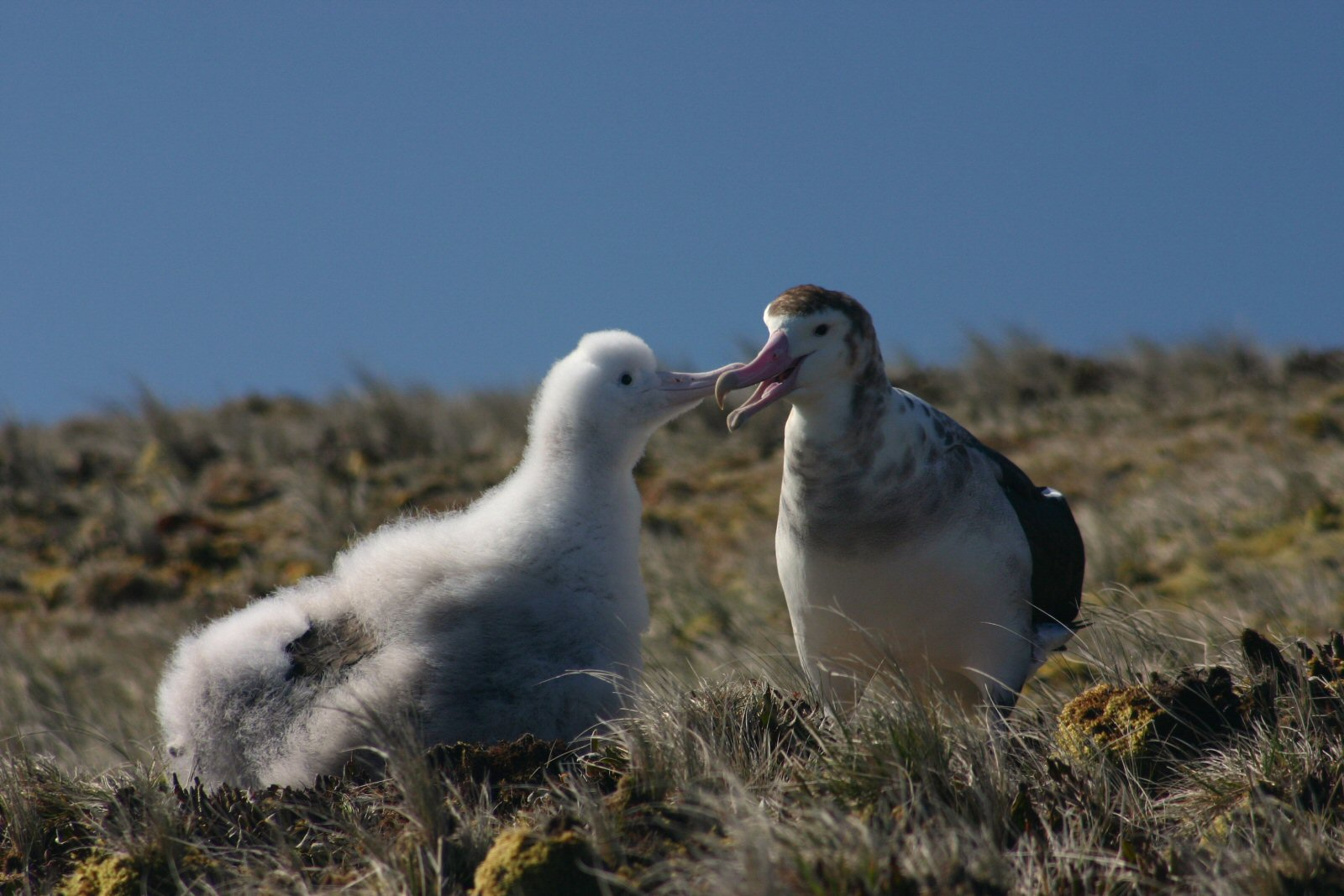

37°51′S 77°33′E / 37.850°S 77.550°E
圖比耶爾高原（法語：Plateau des Tourbières），是南極洲上阿姆斯特丹岛的半島，由法屬南部領地負責管轄，最高點海拔高度881米，其中8平方公里地區被國際鳥盟列為重點鳥區。